# Olympische Sommerspiele 2008/Schwimmen – 100 m Freistil (Männer)
Der Wettbewerb über 100 Meter Freistil der Männer bei den Olympischen Spielen 2008 in Peking wurde vom 12. bis 14. August 2008 im Nationalen Schwimmzentrum Peking ausgetragen. 64 Athleten nahmen daran teil. 
Es fanden neun Vorläufe statt. Die 16 schnellsten Schwimmer aller Vorläufe qualifizierten sich für die zwei Halbfinals, die am nächsten Tag ausgetragen wurden. Für das Finale qualifizierten sich die acht zeitschnellsten Schwimmer beider Halbfinals.

## Rekorde
Vor Beginn der Olympischen Spiele waren folgende Rekorde gültig.
| Weltrekord         | Eamon Sullivan ( Australien) | 47,50 s | Eindhoven, Niederlande | 22. März 2008      |
| Olympischer Rekord | Alexander Popow ( Russland)  | 47,84 s | Sydney, Australien     | 19. September 2000 |

Während der Olympischen Spiele wurden folgende Rekorde gebrochen:
| Olympischer Rekord | Eamon Sullivan | 47,05 s | Peking, Volksrepublik China | 13. August 2008 |
| Weltrekord         | Eamon Sullivan | 47,05 s | Peking, Volksrepublik China | 13. August 2008 |

## Titelträger
| Olympiasieger | Pieter van den Hoogenband ( Niederlande) | 48,17 s | Athen 2004     |
| Weltmeister   | Filippo Magnini ( Italien)               | 48,43 s | Melbourne 2007 |
| Weltmeister   | Brent Hayden ( Kanada)                   | 48,43 s | Melbourne 2007 |
| Europameister | Alain Bernard ( Frankreich)              | 47,50 s | Eindhoven 2008 |

## Vorlauf

### Vorlauf 1
| Platz | Name           | Nation         | Zeit    | Anmerkung |
| ----- | -------------- | -------------- | ------- | --------- |
| 1     | Rony Bakale    | Republik Kongo | 55,08 s |           |
| 2     | Miguel Navarro | Bolivien       | 56,96 s |           |
| 3     | Sofyan El Gadi | Libyen         | 57,89 s |           |

### Vorlauf 2
| Platz | Name            | Nation                       | Zeit    | Anmerkung |
| ----- | --------------- | ---------------------------- | ------- | --------- |
| 1     | Jan Roodzant    | Aruba                        | 51,69 s |           |
| 2     | Mikajel Kolojan | Armenien                     | 51,89 s |           |
| 3     | Gael Adam       | Mauritius                    | 52,35 s |           |
| 4     | Carl Probert    | Fidschi                      | 52,37 s |           |
| 5     | Roy-Allan Burch | Bermuda                      | 52,65 s |           |
| 6     | Obaid Al-Jasmi  | Vereinigte Arabische Emirate | 53,29 s | NR        |

### Vorlauf 3
| Platz | Name                | Nation     | Zeit    | Anmerkung |
| ----- | ------------------- | ---------- | ------- | --------- |
| 1     | Virdhawal Khade     | Indien     | 50,07 s |           |
| 2     | Romāns Miloslavskis | Lettland   | 50,40 s |           |
| 3     | Terrence Haynes     | Barbados   | 50,50 s | NR        |
| 4     | Alexander Skljar    | Kasachstan | 51,24 s |           |
| 5     | Lim Nam-gyun        | Südkorea   | 51,80 s |           |
| 6     | Petr Romashkin      | Usbekistan | 51,83 s |           |
| 7     | Christopher Duenas  | Guam       | 52,64 s |           |

### Vorlauf 4
| Platz | Name                   | Nation          | Zeit    | Anmerkung |
| ----- | ---------------------- | --------------- | ------- | --------- |
| 1     | Jason Dunford          | Kenia           | 49,06 s |           |
| 2     | Nimrod Shapira Bar-Or  | Israel          | 49,10 s |           |
| 3     | Peter Mankoč           | Slowenien       | 49,33 s |           |
| 4     | Ryan Pini              | Papua-Neuguinea | 49,72 s | NR        |
| 5     | Matti Rajakylä         | Finnland        | 49,91 s |           |
| 6     | Aristeidis Grigoriadis | Griechenland    | 50,62 s |           |
| 7     | Norbert Trandafir      | Rumänien        | 50,74 s |           |
| 8     | Danil Haustov          | Estland         | 50,92 s |           |

### Vorlauf 5
| Platz | Name                  | Nation         | Zeit    | Anmerkung |
| ----- | --------------------- | -------------- | ------- | --------- |
| 1     | Martin Verner         | Tschechien     | 48,95 s |           |
| 2     | Balázs Makány         | Ungarn         | 49,27 s |           |
| 2     | Paulius Viktoravičius | Litauen        | 49,27 s |           |
| 4     | Shaune Fraser         | Cayman Islands | 49,56 s |           |
| 5     | Martín Kutscher       | Uruguay        | 50,08 s |           |
| 6     | Stanislau Newjarouski | Belarus        | 50,14 s |           |
| 7     | Tiago Venâncio        | Portugal       | 50,30 s |           |
| 8     | Örn Arnarson          | Island         | 50,68 s |           |

### Vorlauf 6
| Platz | Name            | Nation              | Zeit    | Anmerkung |
| ----- | --------------- | ------------------- | ------- | --------- |
| 1     | George Bovell   | Trinidad und Tobago | 48,83 s |           |
| 2     | Albert Subirats | Venezuela           | 48,97 s | NR        |
| 3     | Chen Zuo        | China               | 49,08 s |           |
| 4     | Nabil Kebbab    | Algerien            | 49,38 s |           |
| 5     | José Meolans    | Argentinien         | 49,50 s |           |
| 6     | Jurij Jehoschyn | Ukraine             | 49,56 s |           |
| 7     | Mitja Zastrow   | Niederlande         | 49,61 s |           |
| 8     | Hisayoshi Satō  | Japan               | 49,85 s |           |

### Vorlauf 7
| Platz | Name             | Nation             | Zeit    | Anmerkung |
| ----- | ---------------- | ------------------ | ------- | --------- |
| 1     | Brent Hayden     | Kanada             | 47,84 s |           |
| 2     | Milorad Čavić    | Serbien            | 48,15 s | NR, WD    |
| 3     | Filippo Magnini  | Italien            | 48,30 s |           |
| 4     | Jason Lezak      | Vereinigte Staaten | 48,33 s |           |
| 5     | Fabien Gilot     | Frankreich         | 48,42 s |           |
| 6     | Dominik Meichtry | Schweiz            | 48,55 s | NR        |
| 7     | Yoris Grandjean  | Belgien            | 48,82 s |           |
| 8     | Duje Draganja    | Kroatien           | 49,49 s |           |

### Vorlauf 8
| Platz | Name                      | Nation      | Zeit    | Anmerkung |
| ----- | ------------------------- | ----------- | ------- | --------- |
| 1     | Eamon Sullivan            | Australien  | 47,80 s |           |
| 2     | Stefan Nystrand           | Schweden    | 47,83 s |           |
| 3     | Pieter van den Hoogenband | Niederlande | 47,97 s |           |
| 4     | César Cielo               | Brasilien   | 48,16 s |           |
| 5     | Andrei Gretschin          | Russland    | 48,50 s |           |
| 6     | Christian Galenda         | Italien     | 48,55 s |           |
| 7     | Joel Greenshields         | Kanada      | 49,04 s |           |
| 8     | Ryk Neethling             | Südafrika   | 49,28 s |           |

### Vorlauf 9
| Platz | Name               | Nation             | Zeit    | Anmerkung |
| ----- | ------------------ | ------------------ | ------- | --------- |
| 1     | Alain Bernard      | Frankreich         | 47,85 s |           |
| 2     | Garrett Weber-Gale | Vereinigte Staaten | 48,19 s |           |
| 3     | Lyndon Ferns       | Südafrika          | 48,26 s |           |
| 4     | Matt Targett       | Australien         | 48,40 s |           |
| 5     | Jonas Persson      | Schweden           | 48,51 s |           |
| 6     | Jewgeni Lagunow    | Russland           | 48,59 s |           |
| 7     | Jakob Andkjær      | Dänemark           | 49,25 s |           |
| 8     | Steffen Deibler    | Deutschland        | 49,39 s |           |

## Halbfinale

### Lauf 1
| Platz | Name              | Nation             | Zeit    | Anmerkung |
| ----- | ----------------- | ------------------ | ------- | --------- |
| 1     | Alain Bernard     | Frankreich         | 47,20 s | WR        |
| 2     | Stefan Nystrand   | Schweden           | 47,91 s |           |
| 3     | Jason Lezak       | Vereinigte Staaten | 47,98 s |           |
| 4     | Lyndon Ferns      | Südafrika          | 48,00 s |           |
| 5     | César Cielo       | Brasilien          | 48,07 s |           |
| 6     | Christian Galenda | Italien            | 48,47 s |           |
| 7     | Jonas Persson     | Schweden           | 48,59 s |           |
| 8     | Fabien Gilot      | Frankreich         | 49,00 s |           |

### Lauf 2
| Platz | Name                      | Nation             | Zeit    | Anmerkung |
| ----- | ------------------------- | ------------------ | ------- | --------- |
| 1     | Eamon Sullivan            | Australien         | 47,05 s | WR        |
| 2     | Pieter van den Hoogenband | Niederlande        | 47,68 s | NR        |
| 3     | Matt Targett              | Australien         | 47,88 s |           |
| 4     | Filippo Magnini           | Italien            | 48,11 s |           |
| 5     | Garrett Weber-Gale        | Vereinigte Staaten | 48,12 s |           |
| 6     | Brent Hayden              | Kanada             | 48,20 s |           |
| 7     | Andrei Gretschin          | Russland           | 48,71 s |           |
| 8     | Dominik Meichtry          | Schweiz            | 49,58 s |           |

## Finale
| Platz | Name                      | Nation             | Zeit    | Anmerkung |
| ----- | ------------------------- | ------------------ | ------- | --------- |
| 1     | Alain Bernard             | Frankreich         | 47,21 s |           |
| 2     | Eamon Sullivan            | Australien         | 47,32 s |           |
| 3     | Jason Lezak               | Vereinigte Staaten | 47,67 s |           |
| 3     | César Cielo               | Brasilien          | 47,67 s | AR        |
| 5     | Pieter van den Hoogenband | Niederlande        | 47,75 s |           |
| 6     | Lyndon Ferns              | Südafrika          | 48,04 s |           |
| 7     | Matt Targett              | Australien         | 48,20 s |           |
| 8     | Stefan Nystrand           | Schweden           | 48,33 s |           |